# Chronologie du sport dans la Rome antique
Chronologie du sport
- Chronologie des Jeux olympiques antiques - Chronologie du sport dans la Rome antique - Chronologie du sport du Ve au XIIe siècle

## Royauté (753 av. J.-C. - 509 av. J.-C.)
- -600 : Tarquin l'Ancien (roi de Rome étrusque de -616 à -578) érige selon de nombreux historiens le Circus Maximus dans la vallée de la Murcia, haut lieu du sport romain où se tiennent les fameuses courses hippiques. Les courses de chars sont sans contestation possibles « le » sport roi de l’Antiquité. Les cochers (auriges) sont de véritables stars au même titre que les chevaux, d'ailleurs. Signalons que d’autres sports (lutte, pugilat, athlétisme) étaient également pratiqués en Étrurie comme le confirment les vestiges archéologiques.

## République (509 av. J.-C. - 27 av. J.-C.)
- 6/13 juillet -212 : à Rome, première édition des Jeux Apollinaires qui deviennent annuels en -208.
- 12/19 avril -202 : première édition des jeux romains dédiés à Cérès.
- -200 : à l'occasion de la deuxième guerre punique, multiplication des Ludi  (jours consacrés aux compétitions sportives) à Rome.
- 4/10 avril -191 : les jeux romains des Ludi Megalenses deviennent annuels.
- -186 : premiers concours athlétiques à la mode grecque organisés à Rome. La nudité des participants est perçue comme exotique, typiquement grecque plus précisément. À Rome, le port du pagne est obligatoire pour les sportifs, d'autant que les tribunes sont ouvertes aux femmes, ce qui n'est pas le cas en Grèce.
- 28 avril/3 mai -173 : première édition des jeux annuels romains des Ludi Florales.
- -146 : les Romains participent désormais aux Jeux olympiques.
- -105 : pratiqués depuis l’époque étrusque, les combats de gladiateurs sont intégrés aux jeux publics romains par Marius. Ces combats parfois mortels étaient très codifiés et ne ressemblent en rien aux caricatures présentées par les films hollywoodiens notamment. Toutefois, les Romains eux-mêmes s’interrogèrent très tôt sur l’intérêt et la légitimité d’un tel sport-spectacle. La gladiature nécessitait en effet le renoncement aux droits liés à la citoyenneté romaine ; c’est presque une hérésie pour un Romain ! Le jeu en valait pourtant la chandelle pour certains, car la gloire et la fortune récoltées dans l’arène était considérable. Attention à ne pas confondre les combats de gladiateurs avec les véritables spectacles à base d’animaux sauvages et autres reconstitutions de batailles. Les historiens étudient désormais avec un œil nouveau la gladiature romaine dans une optique plus « sportive » tranchant ainsi nettement avec une historiographie dite classique sous l’emprise totale des textes chrétiens très hostiles à cette pratique. Les Grecs adoptent également ce sport martial, mais la gladiature n’est pas pratiquée partout dans l’Empire. En Égypte et au Moyen-Orient en particulier on se contente des courses de chars, le sport roi de l'Antiquité.
- 26 octobre/1er novembre -80 : les Jeux olympiques sont tronqués par l'organisation à Rome de jeux à la mode grecque voulus par le consul Sylla. Les athlètes professionnels grecs préfèrent en effet aller courir le cachet à Rome où Sylla n’a pas lésiné sur les montants des primes afin de proposer un meilleur spectacle. Les sports dits « grecs », essentiellement l’athlétisme, connaissent un certain succès à Rome, mais ne parviendront pas à s’exporter ailleurs dans l’Empire.
- 6/13 juillet -33 : à Rome, l’édile Agrippa finance des Jeux Appolinaires fastueux qui marquèrent longtemps la mémoire des Romain

## Empire (27 av. J.-C. à 476)

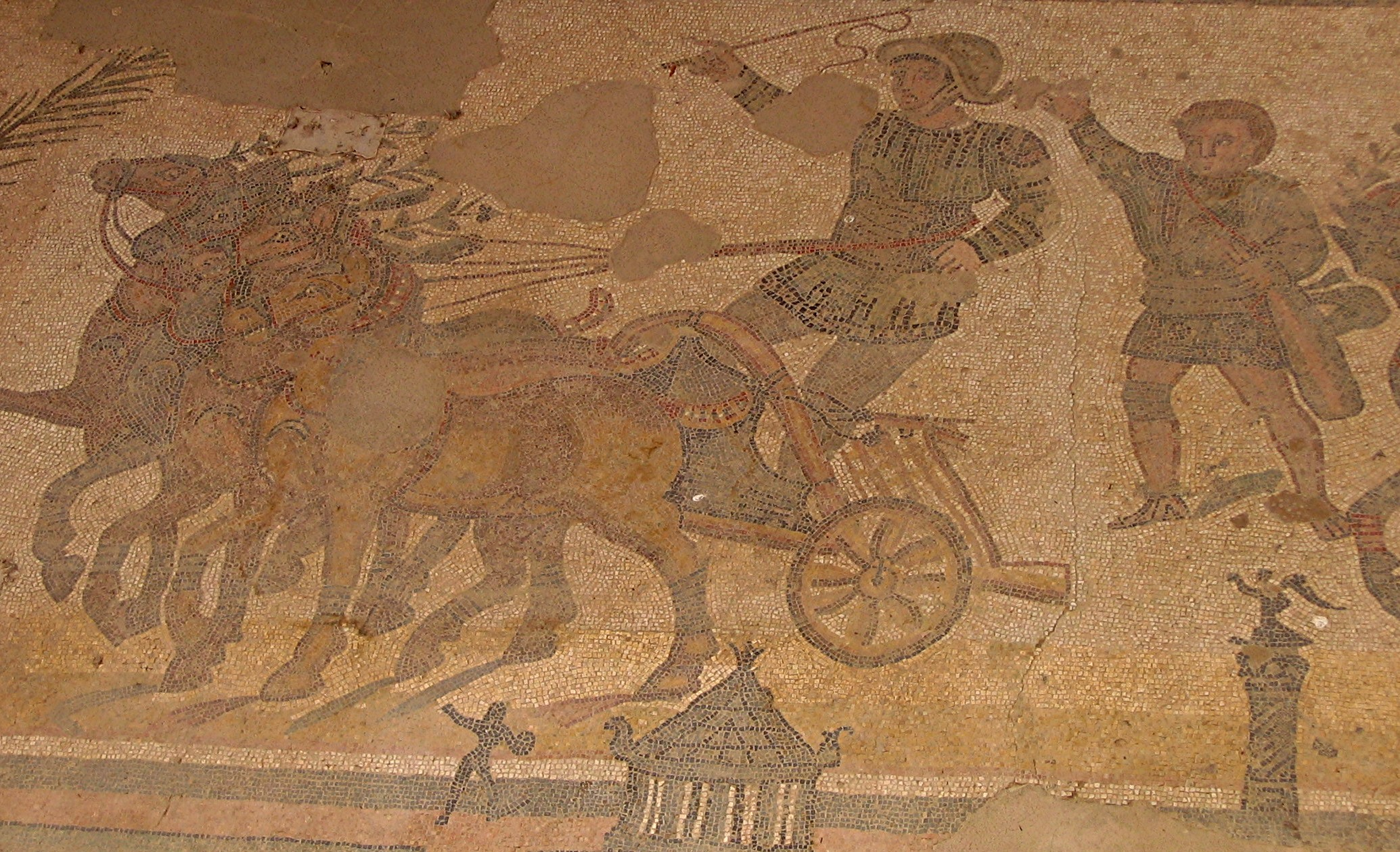
Quadrige. Mosaïque du gymnase de la Villa romaine du Casale, Sicile, IIIe siècle / IVe siècle

- -4 : le futur empereur Tibère est champion olympique de course de chars (quadrige).
- 14 à 37 : règne de l'empereur romain Tibère qui cherche à faire des économies et refuse de financer les compétitions sportives…
- 27 : catastrophe de Fidènes. Profitant de la politique d’austérité de Tibère, certains opportunistes mettent sur pied des épreuves qui ne bénéficient pas toujours des meilleures conditions de sécurité. L’effondrement d’un amphithéâtre édifié à la hâte à Fidènes, à quelques kilomètres de Rome, marque profondément les Romains… Tacite qui relate la tragédie dans ses Annales, cite le chiffre de 50 000 morts et blessés ! À la suite de cette catastrophe, la législation sur l’organisation de spectacles sportifs fut très sévèrement réglementée dans l’Empire.
- 37 : à contre-courant du règne de Tibère, l'empereur romain Caligula (37-41) multiplie le nombre des courses de chars et autres épreuves sportives à Rome. Il participe lui-même aux épreuves et préfère de beaucoup la fréquentation du monde sportif à celui de la politique. Caligula reste dans la mémoire collective comme l'archétype de l'empereur fou ; mais il était surtout dingue de sport… Caligula, en bon Romain, était un fervent supporter de courses de chars, « le » sport romain par excellence ; il privilégia également la gladiature qui, dès lors, fait figure de grand sport romain, à l’image de la boxe.
- 40 : le poète Martial évoque quatre jeux de balle pratiqués par les Romains : pila paganica, pila trigonalis, follis et harpastum.
- 67 : Néron, authentique passionné de sports n'hésitant pas à prendre part lui-même aux courses de chars, est sacré champion olympique de la course de quadrige. Cette victoire est en fait achetée par l'empereur romain qui est le seul participant à l'épreuve... avec un attelage de 10 chevaux !! Cette victoire (très) controversée fut d'ailleurs par la suite rayée des palmarès.
- 86 : construction à Rome du stade de Domitien, enceinte de 30 000 places réservée aux compétitions « grecques ».
- 100 : l'intellectuel romain Pline le Jeune (v. 61-v. 113) décrit dans l'une de ses fameuses Lettres la folie sportive qui frappe les Romains : « Rome est tout entière au cirque ». Attention au terme « cirque » qui désigne exclusivement l’hippodrome ; les « Jeux du Cirque » sont des courses de chars. Les rues sont souvent désertes (les courses ont lieu en moyenne un jour sur trois) et un service d'ordre spécial est mis en place depuis longtemps déjà afin d'éviter le pillage des quartiers vidés de leurs habitants. Texte hostile au sport (c'est certainement ce qui nous vaut d'en disposer encore aujourd'hui), il s'avère d'une richesse incroyable :

« C'étaient les jeux du cirque, genre de spectacle qui ne me séduit à aucun degré. Là-dedans rien de nouveau, rien de varié, rien qu'il ne soit assez d'avoir vu une fois. Aussi, suis-je étonné que tant de milliers d'hommes soient sans cesse repris, comme de grands enfants, du désir de voir des chevaux lancés à la course, des cochers debout sur les chars. Si encore on s'intéressait soit à la rapidité des chevaux, soit à l'habileté des cochers, ce goût pourrait s'expliquer ; mais c'est l'habit qu'on applaudit, c'est l'habit qu'on aime. »

Cet « habit », c'est en fait la couleur de l'écurie : les Verts et les Bleus sont les plus fameuses devant les Blancs et les Rouges. Ces écuries fonctionnent comme les clubs contemporains, transferts, fan-clubs et produits dérivés inclus. Pline le Jeune est une exception, y compris dans le monde intellectuel. Le Circus maximus pouvait accueillir au moins 150 000 spectateurs, tandis que plusieurs centaines de milliers de personnes se massaient hors de l'enceinte afin de suivre la course sans la voir ! Toute la société romaine était là, de l'empereur au simple plébéien, en passant par les intellectuels et les femmes. Quelques empereurs tentèrent bien d'exclure les femmes des tribunes, mais toutes ces tentatives échouèrent. La femme romaine était bien moins docile que son homologue grecque.
- 146 : décès du célèbre aurige romain Gaius Appuleius Diocles (104-146). En 24 ans de carrière, cet « Hispanus lusitanus » prend part à 4257 courses pour 1462 victoires. Mis à part Dioclès, citons ici Publius Aelius Gutta Calpurnianus (1127 victoires), Flavius Scorpus (2048), Marcus Aurelius Liber (3000) et Pompeius Muscosus (3559 victoires). Flavius Scorpus compte plus de 2000 victoires quand il trouve la mort à 26 ans en course ; il est dès lors l’objet d’un authentique culte à Rome et dans tout l’empire.
- 180 : Pollux de Naucratis mentionne le jeu de balle de l’Episkuros. Ce sport d’équipe gréco-romain apparaît comme l’ancêtre du rugby.
- 200 : Tertullien (v. 155-v. 222), premier des auteurs chrétiens en langue latine, condamne le sport : “Là où il y a plaisir, il y a passion, c’est la passion qui donne au plaisir sa saveur. Là où il y a passion, il y a compétition, il y a aussi fureur, colère, amertume, ressentiment et les autres passions qui en découlent incompatibles avec la morale (…) Il ne suffit pas de nous abstenir d’agir ainsi. Il ne faut pas s’associer à ceux qui le font (…) Il est indigne de vous de regarder ce qui se passe dans un stade. » Ces critiques chrétiennes ne dérangent pas vraiment les amateurs de sport du Bas-Empire. Cette période est en effet marquée par la multiplication des compétitions et l’ensemble de l’Empire est désormais touché par cette passion sportive. Le grand hippodrome de Carthage peut accueillir 60 000 spectateurs, celui d’Antioche, 80 000, tandis qu’une myriade de cirques (hippodromes) et stades de toutes tailles font du sport un des piliers de la romanité.
- 203 à 223 : l’empereur romain Septime Sévère fait construire un hippodrome à Byzance.
- 1er octobre 326 : Constantin Ier supprime la gladiature par l'édit de Béryte. Cependant cette mesure n'étant applicable que dans un certain rayon[Lequel ?], il ne s'agit là que d'une mesure partielle[1][réf. à confirmer].
- 330 : après travaux, l’hippodrome de Byzance peut désormais accueillir plus de 100 000 spectateurs.
- 354 : après la multiplication des Ludi à Rome, 109 jours sont désormais consacrés chaque année aux jeux, dont 62 pour les seules courses de chars ; 20 à 24 courses avaient lieu par jour. Ce calendrier était celui de la ville de Rome, mais chaque cité de l’Empire avait son propre calendrier sportif. Ainsi, dans les provinces les plus reculées, courses et compétitions étaient au programme avec l’espoir d’envoyer un jour un champion se produire à Rome. Se produire dans la capitale était déjà une consécration ; s’y imposer était l’objectif de tous les sportifs.
- 399 : sous la pression chrétienne, fermeture des écoles de gladiateurs à Rome. Ce « sport-spectacle » romain est honni par les Chrétiens qui ne parviennent toutefois pas à en interdire la pratique, même à Rome.
- 404 : l'empereur Honorius interdit les combats de gladiateurs à la suite d'une rixe dans le Colisée[2].
- 418 : derniers combats de gladiateurs à Rome, soit près d'un siècle après l'interdiction promulguée par l'empereur Constantin.
- La « nouvelle Rome » perpétuera jusqu'à la fin du XIIe siècle, la tradition des courses de chars.